# Matías Palavecino
Matías Tomás Palavecino (Rosario, 23 marzo 1998) è un calciatore argentino, centrocampista del Coquimbo Unido.

## Carriera
Cresciuto nel settore giovanile del Rosario Central, debutta in prima squadra il 27 febbraio 2019 in occasione dell'incontro di Copa Argentina perso ai rigori contro il Sol de Mayo (V).

## Statistiche

### Presenze e reti nei club
Statistiche aggiornate al 2 ottobre 2021.
| Stagione        | Squadra         | Campionato      | Campionato | Campionato | Coppe nazionali | Coppe nazionali | Coppe nazionali | Coppe continentali | Coppe continentali | Coppe continentali | Altre coppe | Altre coppe | Altre coppe | Totale | Totale |
| Stagione        | Squadra         | Comp            | Pres       | Reti       | Comp            | Pres            | Reti            | Comp               | Pres               | Reti               | Comp        | Pres        | Reti        | Pres   | Reti   |
| --------------- | --------------- | --------------- | ---------- | ---------- | --------------- | --------------- | --------------- | ------------------ | ------------------ | ------------------ | ----------- | ----------- | ----------- | ------ | ------ |
| 2018-2019       | Rosario Central | PD              | 0          | 0          | CA              | 1               | 0               | CL                 | 1                  | 0                  |             | -           | -           | 2      | 0      |
| 2019-2020       | ASIL Lysī       | B               | 14         | 2          | CC              | 0               | 0               |                    | -                  | -                  |             | -           | -           | 14     | 2      |
| 2020-2021       | Gimnasia (J)    | PN              | 5          | 1          | CA              | 0               | 0               |                    | -                  | -                  |             | -           | -           | 5      | 1      |
| 2021            | Patronato       | PD              | 4          | 0          | CA+CdL          | 2+6             | 0               | CL                 | 0                  | 0                  |             | -           | -           | 12     | 0      |
| Totale carriera | Totale carriera | Totale carriera | 23         | 3          |                 | 9               | 0               |                    | 1                  | 0                  |             | -           | -           | 33     | 3      |